# Superficie di Tritone
La superficie di Tritone, il più grande satellite naturale di Nettuno, è solcata da valli e canyon particolarmente estesi, che si intrecciano in maniera disordinata, probabilmente come risultato di un processo ciclico di scioglimento e ricongelamento.

Nonostante le ipotesi relative alla formazione del satellite prevedano che il corpo sia stato catturato solo in un secondo momento dall'attrazione gravitazionale di Nettuno, l'aspetto di Tritone ricorda quello degli altri satelliti ghiacciati del sistema solare esterno, in particolar modo Ariel (satellite di Urano), Encelado (satellite di Saturno), Io, Europa e Ganimede (satelliti di Giove). Oltre all'azoto solido, la superficie di Tritone presenta tracce di metano, ghiaccio di monossido di carbonio, ghiaccio d'acqua e ghiaccio secco; l'albedo è quindi particolarmente elevata, e varia localmente fra 0,60 e 0,95.
La temperatura superficiale di Tritone è certamente superiore a 35,6 K, come rivela la presenza di azoto solido in forma beta-cristallina, che subisce una transizione di fase al di sotto di tale temperatura; la pressione di vapore dell'azoto gassoso presente nell'atmosfera del satellite impone un limite massimo pari a circa 41-42 K. La temperatura di Tritone risulta così addirittura inferiore a quella di Plutone, nell'ordine dei 44 K, nonostante il satellite sia ancora geologicamente attivo.

## Topografia generale

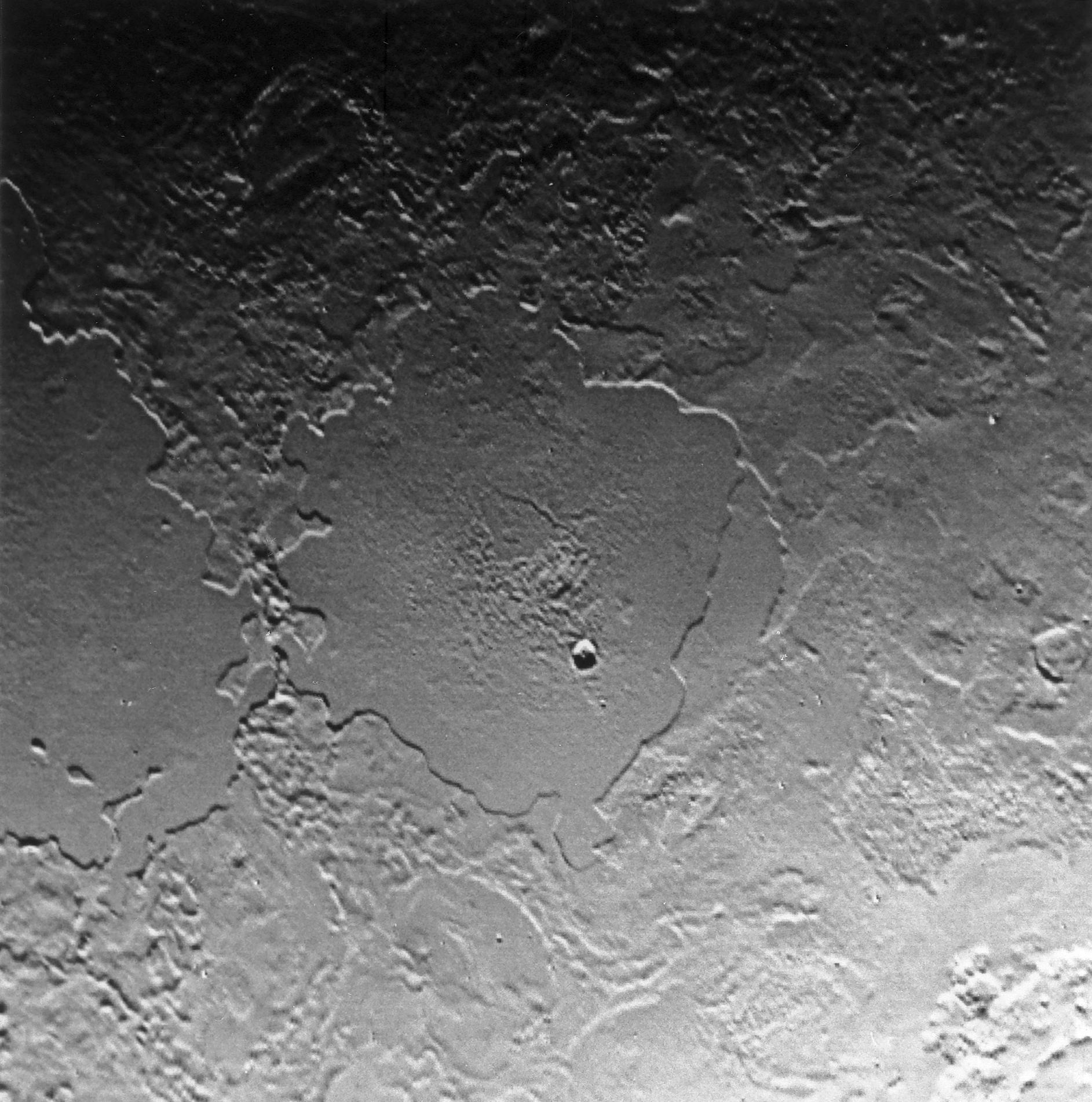
La superficie di Tritone.

La superficie di Tritone è relativamente disomogenea; presenta alcune regioni rocciose e altre aree interessate da vasti sistemi di canyon, ricoperti in parte da metano e altre sostanze ghiacciate.
Il polo sud del satellite è ricoperto da una calotta di azoto e metano ghiacciato provenienti dagli impatti meteorici e dai pennacchi dei geyser; poco o nulla si sa riguardo al polo nord, situato nella penombra all'epoca del sorvolo da parte della sonda Voyager 2. Appare tuttavia scontato che anch'esso presenti una calotta polare.
Le regioni equatoriali sono interessate da lunghe fratture disposte parallelamente alle catene montuose derivanti dall'accumulo di materiali ghiacciati provenienti dall'interno del satellite; le principali sono Yasu Sulci, Lo Sulci e Ho Sulci. Più a oriente si trovano le pianure di Ryugu e Sipapu.
Le pianure meridionali, Sipapu e Abatos Planum, sono circondate da formazioni geologiche di colore più scuro, note come maculae; la stessa parte orientale di Abatus è costituita da due imponenti sistemi di maculae, le Akupara Maculae e le Zin Maculae. Si tratta probabilmente di depositi superficiali causati dalla sublimazione del ghiaccio; tuttavia la loro effettiva origine e composizione chimica è tuttora ignota.
Nei pressi di Sipapu si trova anche un cratere relativamente recente, Mazomba, dal diametro di 27 km; poco più a nordest, allineati con Mazomba, si trovano i crateri Kurma e Ilomba. A differenza di quanto avviene per gli altri satelliti, ricchi di crateri d'impatto, i crateri di Tritone sembrano mostrare prevalentemente un'origine endogena, legata ai movimenti del ghiaccio superficiale.

## Ilterreno a cantalupo

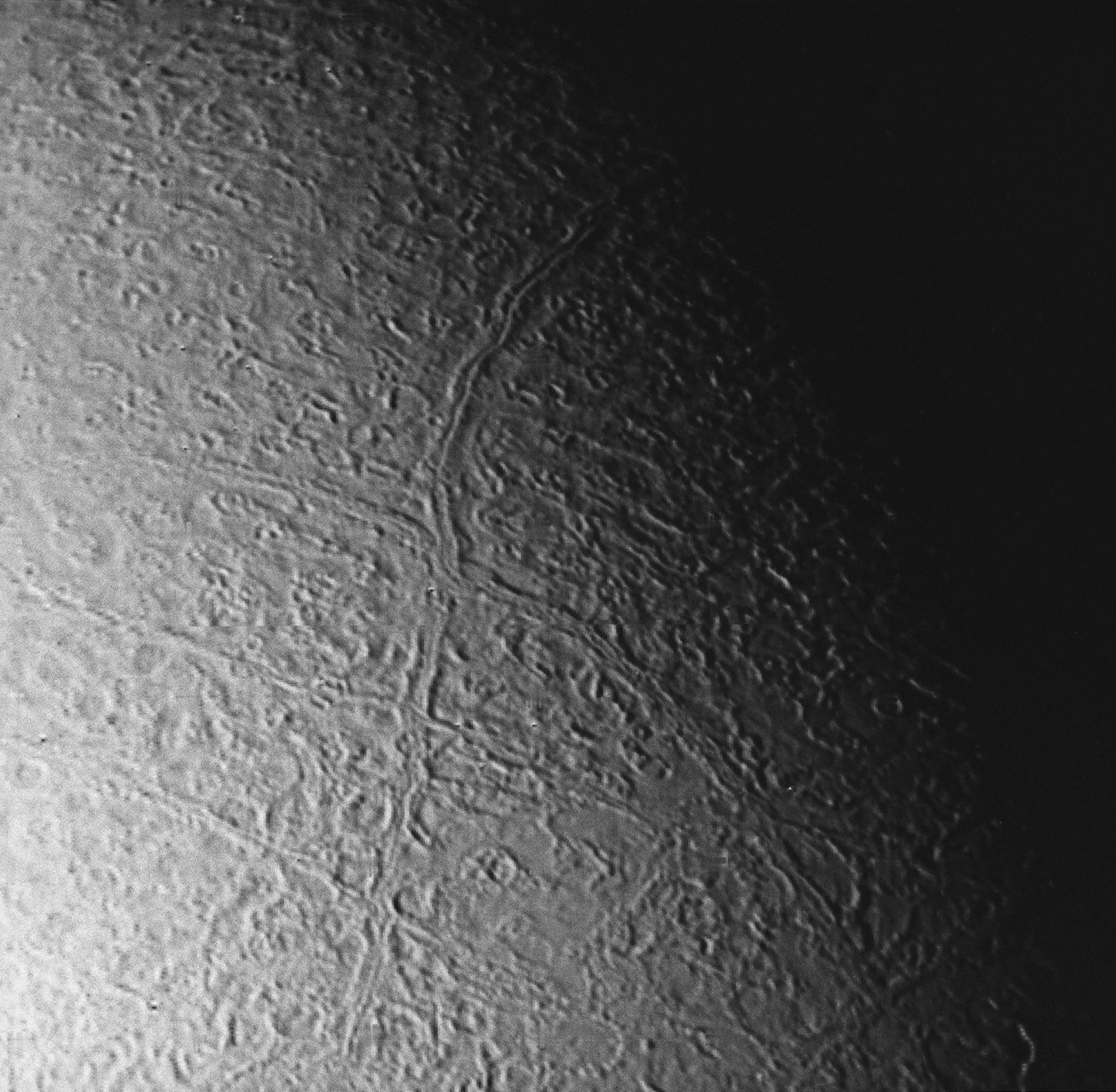
Una vista di Bubembe Regio, con il caratteristico terreno a cantalupo.

La regione di Bubembe è una delle più interessanti dell'intero sistema solare sotto il profilo geologico; per il suo aspetto caratteristico, che ricorda la buccia di un melone, è nota con il bizzarro appellativo di terreno a cantalupo. La sua origine è sconosciuta, ma potrebbe essere collegata al diapirismo (il moto convettivo di azoto ghiacciato o altre sostanze ghiacciate) e a un successivo riassetto geologico della regione, oppure a un'inondazione di materiale liquido originato da fenomeni di natura criovulcanica. Nonostante la relativa assenza di crateri, si ritiene che si tratti del terreno più antico presente su Tritone, e che occupi gran parte delle regioni settentrionali.
Il terreno a cantalupo presenta depressioni regolari, note come cavi, il cui diametro è nell'ordine dei 30-50 km; la loro abbondanza e la presenza di superfici relativamente lisce suggerisce che non si tratti di crateri d'impatto. Forse la loro origine è da ricondursi a eruzioni di materiale viscoso.